# みよこ
みよこ（1983年12月13日 - ）は東京都江戸川区出身の女性お笑いタレントである。2022年3月31日までは松竹芸能（東京）に所属していた。本名・山中 美代子（やまなか みよこ）。

## 人物・来歴
- 身長163cm、体重49kg[1]。スリーサイズはB79cm、W64cm、H92cm[3]。
- 日出高等学校卒業[2]。学生時代は陸上部に所属し、長距離の選手でもあった。今でも週に一、二度、最低5kmは走っているとのこと[4]。
- 英語検定準2級資格を所持。
- かつて浅井企画に所属していた時は女性お笑いコンビ「マンゴスティン」のメンバーであり、元相方は同じ中学校、高校の同級生でもあった宮島里奈。高校生だった1999年に結成して活動を開始し、マンゴスティンではみよこはツッコミ役だった[4]
  - 2008年3月に相方の宮島の結婚と妊娠が浅井企画オフィシャルサイトと公認ブログで発表され（この年中に出産）、それにより、コンビとしてのマンゴスティンでの活動は当面休止することになり、再開までは山中が一人で活動を続けることも合わせて報告された。この間ピン芸人として、また同じ事務所所属のまぁことのコンビでライブに出演したなどということもあったが、同年10月にマンゴスティンは活動再開することなく解散、そして宮島とともにみよこも浅井企画を退社することを発表した。ASAI RED ROSEでの活動は同年12月7日のメルシートゥフェスタまで続けた[5]。
- 2009年1月に元フリーサイズのたまこ、元ブルームフラワーのちいとトリオ『三等分』を結成。2010年2月にたま子が脱退。2010年12月に、三等分は松竹芸能所属となる[6]。その後2013年11月2日のライブ『MUSIC-ECO-＃55』（東京・高田馬場live cafe MONO）を最後にちーちゃんも脱退し[7]、その後はピン芸人となる。最初、三等分では『みよこ』と名乗っていたが、2009年3月22日から『みよ』と改め[8]、ちーちゃん脱退後ピン芸人となってからは『三等分みよ』と名乗っていたが、2015年2月から、芸名を現在の『みよこ』に改めた[9]。
- 近年は物真似でも活動。綾戸智恵似という評判があり、綾戸の物真似が持ちネタにある[10]。かつては家田荘子の物真似をしていたことがあった。また、新宿角座の『角座eステーション』ライブや、『チームG』（ニセAKB）のライブに、指原莉乃の真似で出演したこともある[11][12][13]。物真似レパートリーは他に櫻井翔（嵐）[4]、菊地亜美[14]、山﨑夕貴（フジテレビアナウンサー）[14]、戸田恵梨香などがある[15]。嵐のものまねユニット「ARASHISM」でも櫻井役として、おーちゃん（大野智役）、相葉ノリノリ（相葉雅紀役）と共に活動している[16]。しかし櫻井のものまねについては、みよこがものまねしたのを八幡カオルがパクったとして本気で怒っているというが、2019年1月22日放送『有田哲平の夢なら醒めないで』（TBS）にて、八幡から「自分が先に（櫻井のものまねを）やっていた」ということと、櫻井本人に会ってほぼ公認をもらえたということを弁明されている[14]。
- この他、自身の体のサイズを活かしたポージングネタ、首長族のネタなどを持つ[4]。
- 木村拓哉のそっくりさんのものまねタレント・元木敦士のユニット「木村ファミリー」を、マーナ（工藤静香役）、高田千尋（Kōki,役）と共に組んでいる。みよこはCocomi役[17]。
- 相撲好きであり、相撲をテーマにトークをするライブ『うっちゃりトーク』（第一回＝“初場所”は2010年5月23日）を瞬間メタルと共に行っている[18]。好きな力士は白鵬、宝富士（2015年当時）、錦木（2017年時点）[19]相撲好きになったきっかけは、三等分時代の相方・ちーちゃんに本場所観戦に連れて行ってもらったことで、中でも白鵬の尻がきれいだったことが印象に残っているとのことで「世界で一番きれいなお尻」だとも話している。以来「3度の飯より力士の尻が好き」になった[19]。思い出の一番には2014年九月場所の逸ノ城×勢戦を挙げている[20]。また、2015年から相撲情報フリーペーパー『TSUNA』にて連載を開始。安田大サーカスHIROを筆頭に、松竹芸能の相撲好き芸人で2015年に結成された『松竹相撲部』のメンバーに名を連ねている[21][22]。また、力士の尻を見れば相を見ることが出来るという「力士の尻占い」も特技[1]。一日に5回から10回ほど必ず四股を踏んでトレーニングしている[1]。大相撲の埼玉県などの巡業で、土俵作りなどの手伝いに行ったこともある[23]。
- 2021年2月、宅地建物取引士資格試験に合格して免許を取得[24]。
- 2022年3月31日を以って、三等分時代以来11年4か月間所属していた松竹芸能を退所。引き続きフリーで活動する[25]。

## 出演

### テレビ
- 芸人報道（日本テレビ）- 2013年4月23日、みよのみ
- ぶらっと茨城（茨城J:COM）
- 12万人の肌を知る金谷令子相談室（スティッカムTV）
- サンデージャポン（TBS）- 2016年10月2日～数回にわたり出演
- ものまねグランプリ（日本テレビ）
  - 2017年5月16日は「ものまね嵐軍団」のメンバーで、櫻井翔の物真似で出演[26]
  - 2017年9月26日は「泰造オススメショートネタ芸人」コーナーで、連続テレビ小説「ひよっこ」の和久井映見の物真似で出演[27]
- バイキング（フジテレビ）- 2017年5月23日（大相撲特集のコメンテーターとして出演[28]）
- 力士・親方70人&ファン1万人がガチで投票!大相撲総選挙（テレビ朝日）- 2017年7月31日
- とんねるずのみなさんのおかげでした・博士と助手〜細かすぎて伝わらないモノマネ選手権〜（フジテレビ）- 2017年12月21日、同コーナー最初で最後の出演。「ひよっこ」の和久井映見の物真似を演じた[29]。
  - ザ・細かすぎて伝わらないモノマネ（フジテレビ）
    - 2018年11月24日、和久井映見のものまねで、前田ばっこー、タカギマコトと一緒に出演[30]。
    - 2020年12月12日は元木敦士、マーナ、高田千尋とのユニット「木村ファミリー」で出演[17]。
- 有田哲平の夢なら醒めないで（TBS）- 2019年1月22日
- そっくりツイートGP　似すぎてジワる（TBS） - 2019年3月25日
- 爆笑そっくりものまね紅白歌合戦スペシャル（フジテレビ） - 2019年5月17日（餅田コシヒカリ、まぁこ、中村愛、シンディーと共に「フジテレビ女子アナキメ顔コレクション2019春」の物真似を披露[31]）
- 土曜☆ブレイク『クイズ！オンリー1』（TBS） - 2018年6月15日
- ヒルナンデス!（日本テレビ）- 2020年8月13日「夏休み企画曜日横断ものまねバトル」
- 水曜日のダウンタウン（TBS）- 2021年3月24日『30-1グランプリ』、木村ファミリーで出演[17]。
- 知らなくて委員会（北海道放送）- 2021年4月19日『芸人ショートネタ選手権』、木村ファミリーで出演[32]
- ものまねのプロ215人がガチで選んだ本当にスゴい！ものまねランキング（テレビ東京）- 2021年5月27日、木村ファミリーで出演

### 単独ライブ
- 出馬宣言（2015年11月14日 東京・中野区 Studio twl）[33]
- 振り返ればみよこがいる（2016年12月17日 東京・中野区 Studio twl）[34]
- 地球はまぁるい。（2017年7月29日 東京・中野区 Studio twl）[35]

マンゴスティン時代の出演についてはマンゴスティン (お笑い)#出演、三等分時代の出演については三等分#出演を参照。